# Gmach Powszechnego Zakładu Ubezpieczeń Wzajemnych w Warszawie
Gmach Powszechnego Zakładu Ubezpieczeń Wzajemnych – budynek znajdujący się przy ul. Kopernika 36/40 w Warszawie.

## Opis
Budynek powstał z przeznaczeniem na hotel Towarzystwa Budowy i Eksploatacji Hoteli i Sanatoriów „Helvetia“, jednak nigdy nie pełnił funkcji hotelowej. Zaczął powstawać (proj. Antoni Jawornicki) z tym przeznaczeniem od początku lat 20. i został ukończony w 1928. Część wieżowa przyszłego hotelu o wysokości 47,1 m sprawiała, że w tamtym czasie był to jeden z najwyższych  budynków w Warszawie.
W wyniku kłopotów finansowych inwestora budynek został przejęty na siedzibę przez Powszechny Zakład Ubezpieczeń Wzajemnych, który mieścił się tam do 1939. Następcami prawnymi tego przedsiębiorstwa po 1945 był Państwowy Zakład Ubezpieczeń a następnie Powszechny Zakład Ubezpieczeń.
Gmach odbudowano w latach 1947–1948 znacznie zmniejszając jego bryłę z przeznaczeniem na siedzibę Komisji Centralnej Związków Zawodowych. Od 1949 gospodarzem budynku była nowo powstała Centralna Rada Związków Zawodowych, od 1984 Ogólnopolskie Porozumienie Związków Zawodowych.